# Финалы Кубка обладателей кубков, Кубка топ-команд и Кубка вызова по волейболу
В сезонах 1972/73—1986/87 призёры розыгрыша Кубка обладателей кубков ЕКВ определялись по результатам однокругового финального турнира, в котором участвовали команды, победившие в четвертьфиналах.
С сезона 1987/88 победитель розыгрыша Кубка обладателей кубков (с 2000/01 — Кубка топ-команд, с 2007/08 — Кубка вызова ЕКВ) выявлялся в ходе финала четырёх, состоявшего из полуфиналов и финалов за 1-е и 3-е места.
С сезона 2010/11 финал четырёх отменён и на всех стадиях розыгрыша (в том числе и финале) победитель выявляется в ходе двухматчевой серии. В случае равенства побед назначается дополнительный («золотой») сет.

## Мужчины

### Кубок обладателей кубков
1988. 21 февраля ( Болонья)
«Максиконо» (Парма, Италия) — «Болонья» (Италия) 3:0 (15:7, 15:11, 15:10).
1989. 13 марта ( Варкаус)
«Максиконо» (Парма, Италия) — «Левски-Спартак» (София, Болгария) 3:0 (15:6, 15:8, 15:4).
1990. 9 марта ( Парма)
«Максиконо» (Парма, Италия) — «Сислей» (Тревизо, Италия) 3:1 (15:12, 13:15, 15:6, 17:15).
1991. 2 марта ( Пальма)
«Габека» (Монтикьяри, Италия) — «Автомобилист» (Ленинград, СССР) 3:1 (15:6, 14:16, 15:10, 15:2).
1992. 23 февраля ( Мёрс)
«Габека» (Монтикьяри, Италия) — «Медиоланум» (Милан, Италия) 3:2 (11:15, 15:7, 15:5, 3:15, 17:16).
1993. 7 марта ( Верона)
«Медиоланум» (Милан, Италия) — «Канн» (Канны, Франция) 3:1 (12:15, 15:9, 15:5, 15:6).
1994. 13 марта ( Женева)
«Сислей» (Тревизо, Италия) — «Медиоланум» (Милан, Италия) 3:2 (15:11, 15:8, 8:15, 13:15, 19:17).
1995. 5 марта ( Женева)
«Дайтона» (Модена, Италия) — «Сан-Хосе» (Сория, Испания) 3:0 (15:11, 15:13, 15:5).
1996. 10 марта ( Пирей)
«Олимпиакос» (Пирей, Греция) — «Байер» (Вупперталь, Германия) 3:2 (15:9, 13:15, 15:7, 12:15, 15:12).
1997. 9 марта ( Салоники)
«Альпитур» (Кунео, Италия) — «Олимпиакос» (Пирей, Греция) 3:0 (15:9, 15:10, 15:6).
1998. 15 марта ( Кунео)
«Альпитур» (Кунео, Италия) — «Олимпиакос» (Пирей, Греция) 3:0 (15:1, 15:7, 15:5).
1999. 17 марта ( Стамбул)
«Канн» (Канны, Франция) — «Альпитур» (Кунео, Италия) 3:2 (28:26, 28:26, 19:25, 19:25, 15:10).
2000. 10 марта ( Афины)
«Пари Волей» (Париж, Франция) — «Альпитур» (Кунео, Италия) 3:1 (20:25, 25:22, 25:20, 25:22).

### Кубок топ-команд
2001. 18 марта ( Эрегли)
«Эшпинью» (Португалия) — УЭМ-«Изумруд» (Екатеринбург, Россия) 3:2 (25:23, 25:15, 22:25, 19:25, 18:16).
2002. 17 марта ( Ченстохова)
«Кнак» (Руселаре, Бельгия) — «Эшпинью» (Португалия) 3:1 (25:23, 23:25, 25:18, 25:17).
2003. 16 марта ( Апелдорн)
«Пит Зомерс» (Апелдорн, Нидерланды) — «Локомотив» (Харьков, Украина) 3:1 (22:25, 25:20, 25:18, 25:19).
2004. 14 марта ( Инсбрук)
«Локомотив» (Харьков, Украина) — «Дельтаконс» (Тулча, Румыния) 3:1 (25:18, 22:25, 25:16, 25:20).
2005. 12 марта ( Пирей)
«Олимпиакос» (Пирей, Греция) — «Несселанде» (Роттердам, Нидерланды) 3:0 (25:23, 25:18, 25:23).
2006. 12 марта ( Пальма)
«Копра» (Пьяченца, Италия) — «Сон-Амар» (Пальма, Испания) 3:2 (21:25, 25:19, 25:20, 20:25, 15:9).
2007. 11 марта ( Модена)
«АК Блед» (Блед, Словения) — «Каса» (Модена, Италия) 3:2 (25:16, 26:24, 14:25, 24:26, 15:10).

### Кубок вызова
2008. 23 марта ( Жешув)
«Каса» (Модена, Италия) — «Локомотив-Изумруд» (Екатеринбург, Россия) 3:1 (23:25, 25:18, 25:16, 25:19).
2009. 22 марта ( Измир)
«Аркас» (Измир, Турция) — «Ястшембски Венгель» (Ястшембе-Здруй, Польша) 3:2 (18:25, 25:21, 18:25, 26:24, 15:12).
2010. 28 марта ( Перуджа)
«Перуджа» (Италия) — «Младост» (Загреб, Хорватия) 3:0 (25:12, 25:13, 25:20).
2011. 9 марта ( Мачерата), 13 марта ( Измир)
«Лубе» (Мачерата, Италия) — «Аркас» (Измир, Турция) 3:0 (25:18, 41:39, 25:23); 3:2 (25:22, 20:25, 31:33, 25:19, 15:13).
2012. 27 марта ( Варшава), 31 марта ( Ченстохова)
«Политехника» (Варшава, Польша) — «Титан» (Ченстохова, Польша) 1:3 (24:26, 25:23, 25:27, 20:25); 3:2 (14:25, 22:25, 25:22, 25:23, 15:11). «Золотой» сет 16:18.
2013. 20 марта ( Уфа), 24 марта ( Пьяченца)
«Урал» (Уфа, Россия) — «Копра» (Пьяченца, Италия) 0:3 (12:25, 22:25, 30:32); 0:3 (22:25, 18:25, 16:25).
2014. 26 марта ( Латина), 29 марта ( Стамбул)
«Андреоли» (Латина, Италия) — «Фенербахче» (Стамбул, Турция) 3:2 (30:32, 18:25, 26:24, 25:21, 16:14); 0:3 (22:25, 19:25, 17:25).
2015. 8 апреля ( Нови-Сад), 12 апреля ( Лиссабон)
«Воеводина» (Нови-Сад, Сербия) — «Бенфика» (Лиссабон, Португалия) 3:1 (25:19, 25:23, 22:25, 25:22); 2:3 (26:24, 25:21, 16:25, 23:25, 10:15).
2016. 30 марта ( Верона), 3 апреля ( Новый Уренгой)
«Кальцедония» (Верона, Италия) — «Факел» (Новый Уренгой, Россия) 3:2 (25:18, 27:25, 18:25, 23:25, 15:13); 3:2 (25:20, 18:25, 25:20, 21:25, 15:6).
2017. 12 апреля ( Париж), 16 апреля ( Новый Уренгой)
«Шомон» (Франция) — «Факел» (Новый Уренгой, Россия) 1:3 (12:25, 25:15, 24:26, 28:30); 1:3 (25:21, 20:25, 19:25, 18:25).
2018. 4 апреля ( Равенна), 11 апреля ( Пирей)
«Бундже» (Равенна, Италия) — «Олимпиакос» (Пирей, Греция) 3:1 (26:24, 23:25, 25:20, 25:23); 3:1 (28:26, 23:25, 25:20, 25:18).
2019. 21 марта ( Монца), 27 марта ( Белгород)
«Веро Воллей» (Монца, Италия) — «Белогорье» (Белгород, Россия) 3:2 (29:27, 22:25, 25:23, 32:34, 15:12); 0:3 (25:27, 19:25, 19:25).
2021. 17 марта ( Милан), 24 марта ( Анкара)
«Пауэрволлей Милано» (Милан, Италия) — «Зираат Банкасы» (Анкара, Турция) 3:2 (22:25, 25:19, 18:25, 25:18, 15:9); 3:2 (25:23, 23:25, 16:25, 25:18, 15:8).
2022. 18 марта ( Анкара), 23 марта ( Нарбонна)
«Нарбонна» (Нарбонна, Франция) — «Халкбанк» (Анкара, Турция) 0:3 (20:25, 22:25, 23:25); 3:1 (25:22, 22:25, 25:23, 25:19); «Золотой сет» – 21:19.
2023. 12 марта ( Тель-Авив), 15 марта ( Пирей)
«Олимпиакос» (Пирей, Греция) — «Маккаби» (Тель-Авив, Израиль) 3:0 (25:20, 25:23, 25:14); 3:0 (25:16, 25:21, 25:16).
2024. 21 февраля ( Варшава), 27 февраля ( Монца)
«Проект-Варшава» (Варшава, Польша) — «Веро Воллей» (Монца, Италия) 3:1 (25:18, 21:25, 25:18, 25:19); 3:1 (27:25, 25:16, 17:25, 25:22).
2025. 12 марта ( Люблин), 19 марта ( Чивитанова-Марке)
«Богданка-ЛУК» (Люблин, Польша) — «Кучине-Лубе» (Чивитанова-Марке, Италия) 3:1 (25:20, 22:25, 25:18, 26:24); 2:3 (25:27, 21:25, 38:36, 25:20, 7:15).

## Женщины

### Кубок обладателей кубков
1988. 14 февраля ( Гёттинген)
ЦСКА (СССР) — ЧИВ э ЧИВ (Модена, Италия) 3:2.
1989. 14 февраля ( Бари)
АДК (Алма-Ата, СССР) — «Трактор» (Шверин, ГДР) 3:1 (15:7, 4:15, 15:11, 15:13).
1990. 14 февраля ( Лилль)
АДК (Алма-Ата, СССР) — «Бралья-Кучине» (Реджо-нель-Эмилия, Италия) 3:1.
1991. 17 февраля ( Дингольфинг)
АДК (Алма-Ата, СССР) — ЦСКА (София, Болгария) 3:2 (8:15, 15:7, 16:14, 13:15, 15:10).
1992. 17 февраля ( Мюнстер)
УСК (Мюнстер, Германия) — «Сирио» (Перуджа, Италия) 3:2 (15:9, 13:15, 15:8, 10:15, 15:11).
1993. 21 февраля ( Перуджа)
КЮД (Берлин, Германия) — БЗБК (Баку, Азербайджан) 3:1 (15:9, 13:15, 15:8, 15:6).
1994. 6 марта ( Анкона)
«Бруммель» (Анкона, Италия) — «Расинг Клуб де Франс» (Париж, Франция) 3:1 (16:14, 15:12, 13:15, 15:6).
1995. 5 марта ( Мюнстер)
«Модена» (Италия) — УСК (Мюнстер, Италия) 3:2 (15:6, 13:15, 14:16, 15:11, 15:7).
1996. 10 марта ( Модена)
«Антезис» (Модена, Италия) — «Рьом» (Рьом-эс-Монтань, Франция) 3:0 (15:10, 15:4, 15:11).
1997. 9 марта ( Москва)
«Антезис» (Модена, Италия) — «Рьом» (Рьом-эс-Монтань, Франция) 3:0 (15:3, 15:7, 15:7).
1998. 15 марта ( Канны)
ЦСКА (СССР) — «Расинг Клуб де Канн» (Канны, Франция) 3:2 (15:17, 15:13, 15:13, 9:15, 15:10).
1999. 14 марта ( Бурса)
«Чермаджика» (Реджо-нель-Эмилия, Италия) — «Эджзаджибаши» (Стамбул, Турция) 3:1 (25:19, 25:17, 23:25, 25:17).
2000. 12 марта ( Перуджа)
«Сирио» (Перуджа, Италия) — «Панатинаикос» (Афины, Греция) 3:0 (25:21, 25:19, 25:10).

### Кубок топ-команд
2001. 23 марта ( Вена)
«Астерикс» (Килдрехт, Бельгия) — «Телеком-Пост» (Вена, Австрия) 3:2 (16:25, 25:23, 25:23, 22:25, 15:13).
2002. 10 марта ( Баку)
«Азеррейл» (Баку, Азербайджан) — «Единство» (Ужице, Югославия) 3:0 (25:13, 25:15, 25:13).
2003. 9 марта ( Берн)
«Расинг Клуб де Вильбон’91» (Вильбон-сюр-Иветт, Франция) — «Цайлер» (Кёниц, Швейцария) 3:0 (25:18, 28:26, 25:21).
2004. 14 марта ( Бурса)
«Вакыфбанк-Гюнеш» (Стамбул, Турция) — «Ульм Алиуд Фарма» (Ульм, Германия) 3:0 (25:19, 25:15, 26:24).
2005. 13 марта ( Турин)
«Бигмат Кераколл» (Кьери, Италия) — «Байер-04» (Леверкузен, Германия) 3:0 (25:19, 25:13, 25:17).
2006. 12 марта ( Москва)
«Асистел Воллей» (Новара, Италия) — «Динамо» (Москва, Россия) 3:0 (25:17, 25:21, 28:26).
2007. 11 марта ( Мюнстер)
«Групо-2002» (Мурсия, Испания) — ЦСКА (Москва, Россия) 3:0 (25:20, 25:16, 25:22).

### Кубок вызова
2008. 16 марта ( Бурса)
«Вакыфбанк Гюнеш» (Стамбул, Турция) — «Минетти» (Имола, Италия) 3:2 (17:25, 25:18, 26:28, 25:11, 15:5).
2009. 15 марта ( Новара)
«Вини Монтескьяво» (Ези, Италия) — «Панатинаикос» (Афины, Греция) 3:0 (25:20, 25:20, 25:13).
2010. 21 марта ( Дрезден)
«Дрезднер» (Дрезден, Германия) — «Астерикс» (Килдрехт, Бельгия) 3:1 (26:24, 25:16, 15:25, 25:16).
2011. 29 марта, 2 апреля ( Баку)
«Азеррейл» (Баку, Азербайджан) — «Локомотив» (Баку, Азербайджан) 3:1 (23:25, 25:20, 25:16, 25:22); 3:1 (30:28, 22:25, 25:13, 25:17).
2012. 28 марта, 1 апреля ( Баку)
«Бакы» (Баку, Азербайджан) — «Локомотив» (Баку, Азербайджан) 2:3 (23:25, 23:25, 25:17, 25:15, 13:15); 3:2 (25:27, 25:19, 21:25, 25:20, 15:13). «Золотой» сет 13:15.
2013. 20 марта ( Пьяченца), 2 апреля ( Краснодар)
«Ребекки-Нордмекканика» (Пьяченца, Италия) — «Динамо» (Краснодар, Россия) 2:3 (25:17, 20:25, 24:26, 25:13, 10:15); 3:1 (25:22, 22:25, 25:23, 26:24). «Золотой» сет 8:15.
2014. 27 марта ( Одинцово), 30 марта ( Стамбул)
«Заречье-Одинцово» (Московская область, Россия) — «Бешикташ» (Стамбул, Турция) 3:2 (23:25, 25:19, 14:25, 25:18, 15:10); 3:1 (25:23, 23:25, 25:23, 25:19).
2015. 8 апреля ( Екатеринбург), 11 апреля ( Бурса)
«Уралочка»-НТМК (Свердловская область, Россия) — «Бурса Бююкшехир» (Бурса, Турция) 3:0 (25:18, 27:25, 25:13); 1:3 (25:23, 21:25, 23:25, 18:25). «Золотой» сет 11:15.
2016. 30 марта ( Бухарест), 3 апреля ( Трабзон)
«Букурешть» (Бухарест, Румыния) — «Идман Оджагы» (Трабзон, Турция) 3:1 (20:25, 25:16, 25:16, 25:15); 3:1 (25:23, 25:13, 20:25, 25:20).
2017. 12 апреля ( Пирей), 16 апреля ( Бурса)
«Олимпиакос» (Пирей, Греция) — «Бурса Бююкшехир» (Бурса, Турция) 3:2 (18:25, 15:25, 25:20, 25:19, 15:10); 0:3 (15:25, 16:25, 23:25).
2018. 4 апреля ( Пирей), 11 апреля ( Бурса)
«Олимпиакос» (Пирей, Греция) — «Бурса Бююкшехир» (Бурса, Турция) 2:3 (17:25, 23:25, 25:7, 25:18, 13:15); 3:1 (23:25, 25:20, 25:18, 25:16).
2019. 20 марта ( Айдын), 27 марта ( Монца)
«Айдын» (Турция) — «Саугелла» (Монца, Италия) 0:3 (15:25, 23:25, 17:25); 1:3 (20:25, 25:17, 22:25, 15:25).
2021. 17 марта ( Блаж), 24 марта ( Стамбул)
«Альба-Блаж» (Блаж, Румыния) — «Йешилъюрт» (Стамбул, Турция) 0:3 (12:25, 18:25, 16:25); 0:3 (17:25, 17:25, 12:25).
2022. 16 марта ( Тенерифе), 23 марта ( Скандиччи)
«Савино Дель Бене» (Скандиччи, Италия) — «Саная Либбис Ла-Лагуна» (Ла-Лагуна, Испания) 3:0 (25:12, 25:12, 25:10); 3:0 (25:20, 25:22, 25:15).
2023. 15 марта ( Турин), 22 марта ( Тимишоара)
«Реале Мутуа Фенера» (Кьери, Италия) — «Лугож» (Лугож, Румыния) 3:0 (25:15, 28:26, 25:17); 3:0 (25:21, 25:21, 25:18)
2024. 21 февраля ( Новара), 22 марта ( Резе)
«Игор Горгондзола» (Новара, Италия) — «Нептюн де Нант» (Нант, Франция) 3:0 (26:24, 25:22, 25:20); 3:1 (23:25, 25:16, 25:20, 25:19).
2025. 4 марта ( Турин), 11 марта ( Рим)
«Реале Мутуа Фенера» (Кьери, Италия) — «Рома» (Рим, Италия) 2:3 (20:25, 25:17, 22:25, 25:18, 12:15); 1:3 (19:25, 25:22, 19:25, 25:27).